# Zespół Szkół im. Leokadii Bergerowej w Płocku
Zespół Szkół im. Leokadii Bergerowej w Płocku – placówka oświatowa w Płocku, sięgająca swoją historią roku 1923.

## Historia szkoły

### Trzepowo
Początki szkoły sięgają roku 1923, kiedy to z inicjatywy miejscowych organizacji społecznych i ówczesnego starosty powołano Powiatową Szkołę Rolniczo Żeńską w Trzepowie. W dniu 9 stycznia 1923 roku na posiedzeniu Sejmiku Płockiego, zgodnie z ustawą sejmową z dnia 9 stycznia 1920 roku ludowych szkołach rolniczych i uchwałą Wydziału Powiatowego Starostwa Powiatowego, podjęto decyzję o zorganizowaniu szkoły rolniczej dla dziewcząt pod egidą Ministerstwa Rolnictwa. Z państwowej parcelacji gruntów szkoła otrzymała na własność 17 ha ziemi z byłego folwarku Trzepowo oraz stare zabudowania: dworek, stodołę i budynki gospodarcze. Organizacją merytoryczno-dydaktyczną szkoły zajęli się: Leokadia i Stanisław Bergerowie – nauczyciele Szkoły Rolniczej w Niegłosach.
Szkoła cieszyła się wielkim szacunkiem, a jej wychowanki sławą wzorowych gospodyń wiejskich, patriotek i działaczek społecznych. W latach 1923–1929 szkołę ukończyło powyżej 500 uczennic. Znaczącym wydarzeniem w życiu szkoły było uczestnictwo dziewcząt w dożynkach u Prezydenta RP Ignacego Mościckiego w Spale w roku 1928.
W okresie okupacji działalność szkoły była przerwana. W budynkach szkolnych w Trzepowie mieścił się szpital wojskowy. W czasie odwrotu hitlerowców cały obiekt został zaminowany i miał ulec zniszczeniu. Niemcy nie zdążyli jednak wysadzić w powietrze szkoły, jak uczynili to z odległą o 2 km Szkołą Rolniczą Męską w Niegłosach, której już nigdy nie odbudowano.
Szkoła w Trzepowie wznowiła swoją działalność dydaktyczną i gospodarczą w kwietniu 1945 roku. Pierwszy rok szkolny rozpoczął się 6 kwietnia i trwał do 1 sierpnia. Dziewczęta pobierały naukę w Państwowym Gimnazjum Rolniczym Żeńskim, a później w Liceum Rolniczo – Gospodarczym o 3 – letnim cyklu nauczania. Pierwszym po wojnie dyrektorem została Anna Borzymowska, która pełniła taką funkcję do roku 1951. W roku 1948 w Trzepowie powstało 4 – letnie Państwowe Liceum Rolnicze Żeńskie, przemianowane w roku 1952 na 4 – letnie Państwowe Technikum Rolnicze. Od roku 1951 funkcję dyrektora szkoły pełniła Antonina Wolska. W tym czasie ważnym wydarzeniem była pierwsza matura (rok 1952). Szkołę opuściły wtedy 32 absolwentki. W tym powojennym okresie struktura organizacyjna szkoły ulegała jeszcze wielokrotnym zmianom. Na przykład w roku szkolnym 1954/55 został wprowadzony pięcioletni system nauczania i koedukacja.
Pierwszego września 1960 roku powołane zostało 4-letnie Państwowe Technikum Rolnicze dla dorosłych, do którego przyjmowano absolwentów szkół przysposobienia rolniczego oraz absolwentów niższych szkół rolniczych I i II stopnia. Od 1964 roku rozpoczęło działalność 3-letnie technikum stacjonarne o kierunku ogólnorolniczym dla absolwentów SPR i ZSR. W 1967 roku powołano Wydział Kształcenia Korespondencyjnego przemianowany później na Wydział Zaoczny Technikum Rolniczego. W 1977 roku decyzją Ministerstwa Rolnictwa powołano Zespół Szkół Rolniczych. Niezwykle ważne wydarzenie miało jednak miejsce 16 września 1984 roku, kiedy to Zespołowi Szkół Rolniczych nadano imię Leokadii Bergerowej oraz nowy sztandar, gdyż poprzedni spłonął w okresie okupacji.

### Góry
W drugiej połowie lat 80 Alexander Moksel, niemiecki przedsiębiorca urodzony w Płocku postanowił ufundować szkołę dla społeczeństwa miasta w którym się wychowywał. Władze wojewódzkie podjęły decyzję, iż będzie to nowy obiekt dla Zespołu Szkół Rolniczych. W związku z tą decyzją znaleziono miejsce na lokalizację szkoły w Górach k. Płocka (obecnie jedno z osiedli Płocka). Wmurowanie aktu erekcyjnego pod budowę nowego obiektu nastąpiło 28 kwietnia 1989 roku. Nowy obiekt oddano do użytku 13 września 1998 roku. Od roku 2002 szkoła nosi nazwę: Zespół Szkół im. Leokadii Bergerowej.

## Dyrektorzy
- Leokadia Bergerowa (1923-1933)
- Anna Wladichówna (1933 – 1937)
- Henryka Ciborowska – Wysocka (1937-1939)
- Anna Borzymowska (1945 – 1951)
- Antonina Wolska (1951-1968)
- Zbigniew Rudnicki (1968-1974)
- Janina Bińkowska (1974-1982)
- Klemens Krzemiński (1982-1990)
- Bogusław Sukiennik (1990-2000)
- Jolanta Kurczab (2000 – p.o dyrektora)
- Jacek Kłosiński (od roku 2000)

## Kierunki kształcenia
Aktualnie w skład Zespołu Szkół im. Leokadii Bergerowej wchodzą:
Technikum
- technik informatyk
- technik programista
- technik żywienia i usług gastronomicznych
- technik hotelarstwa
- technik architektury i krajobrazu
- technik rolnik
- technik weterynarii
- technik spedytor
- technik logistyk

Policealne Studium Zawodowe
- florysta
- technik architektury krajobrazu
- kelner
- kucharz
- technik żywienia i usług gastronomicznych
- pszczelarz
- technik pszczelarz
- rolnik
- technik rolnik
- technik weterynarii
- technik informatyk

Liceum Ogólnokształcące dla dorosłych

## Znani absolwenci
- Henryk Kisielewski[2]